# ایستگاه راه‌آهن وودگرنج پارک
ایستگاه راه‌آهن وودگرنج پارک (انگلیسی: Woodgrange Park railway station) یکی از ایستگاه‌های خط گاسپل اوک تا بارکینگ متروی زمینی لندن است.
این ایستگاه که در سال ۱۸۹۴ تأسیس شده در ناحیه منور پارک قرار دارد.

## نگارخانه

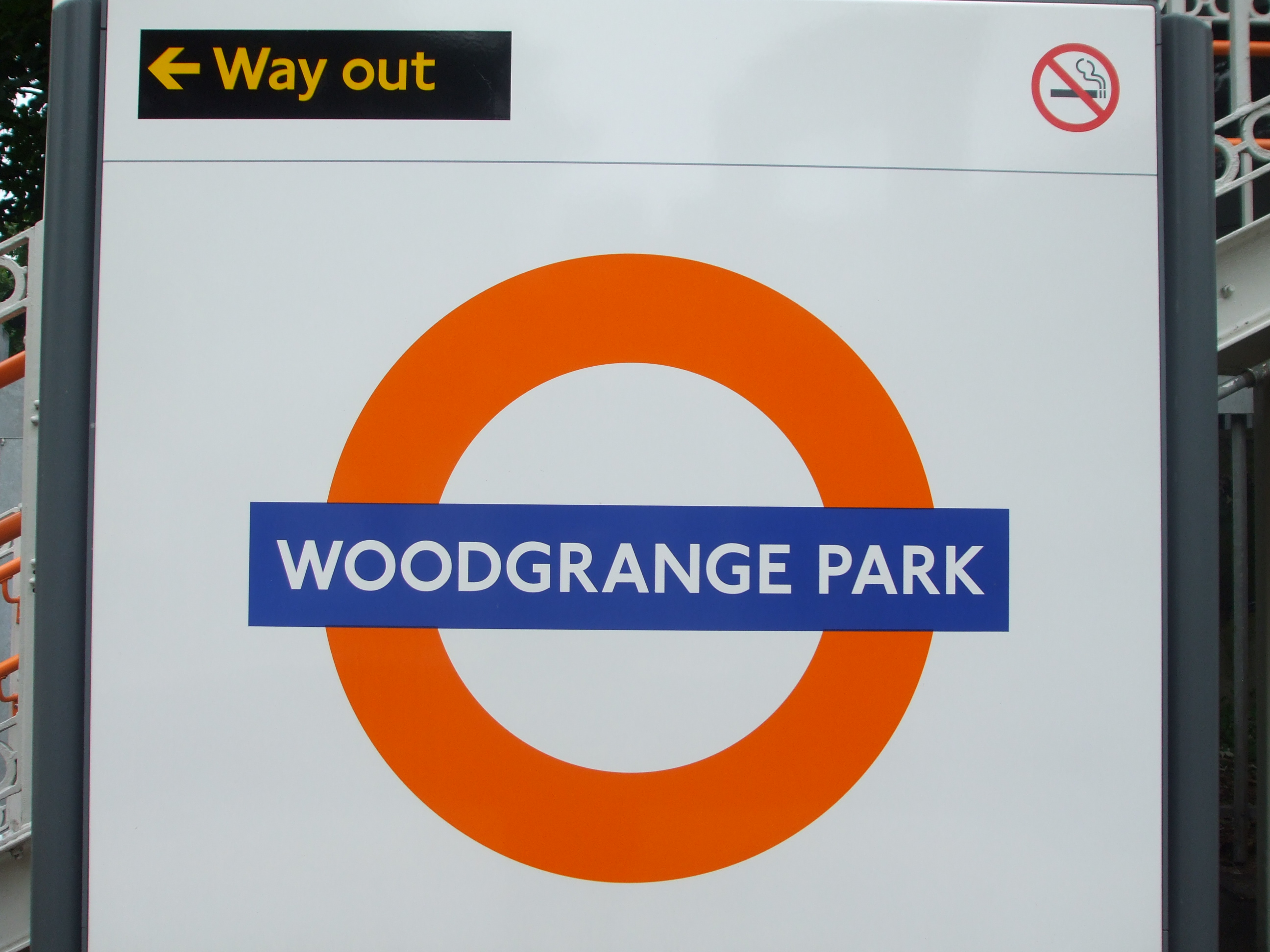
Station platform roundel
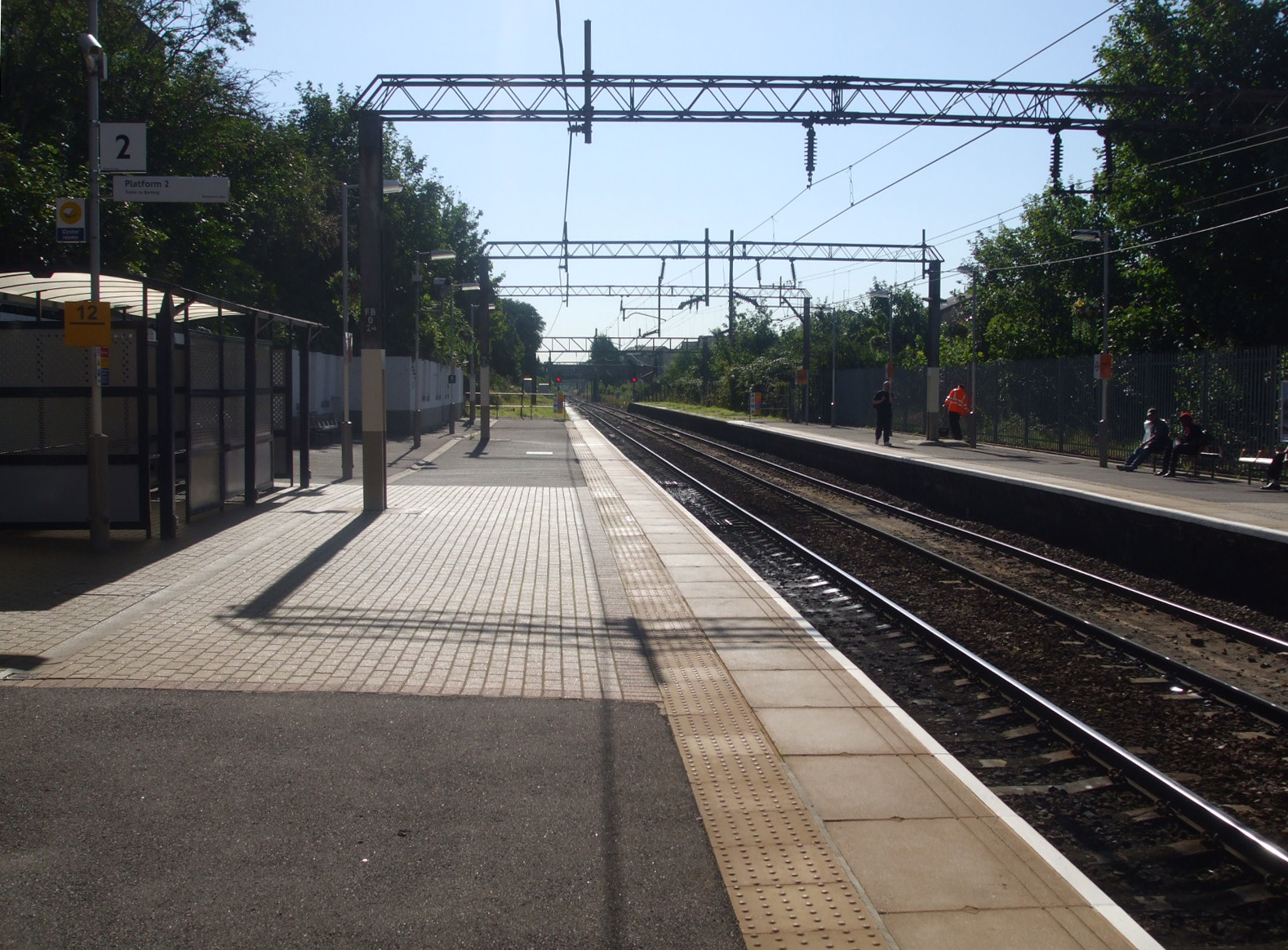
Eastbound platform looking east
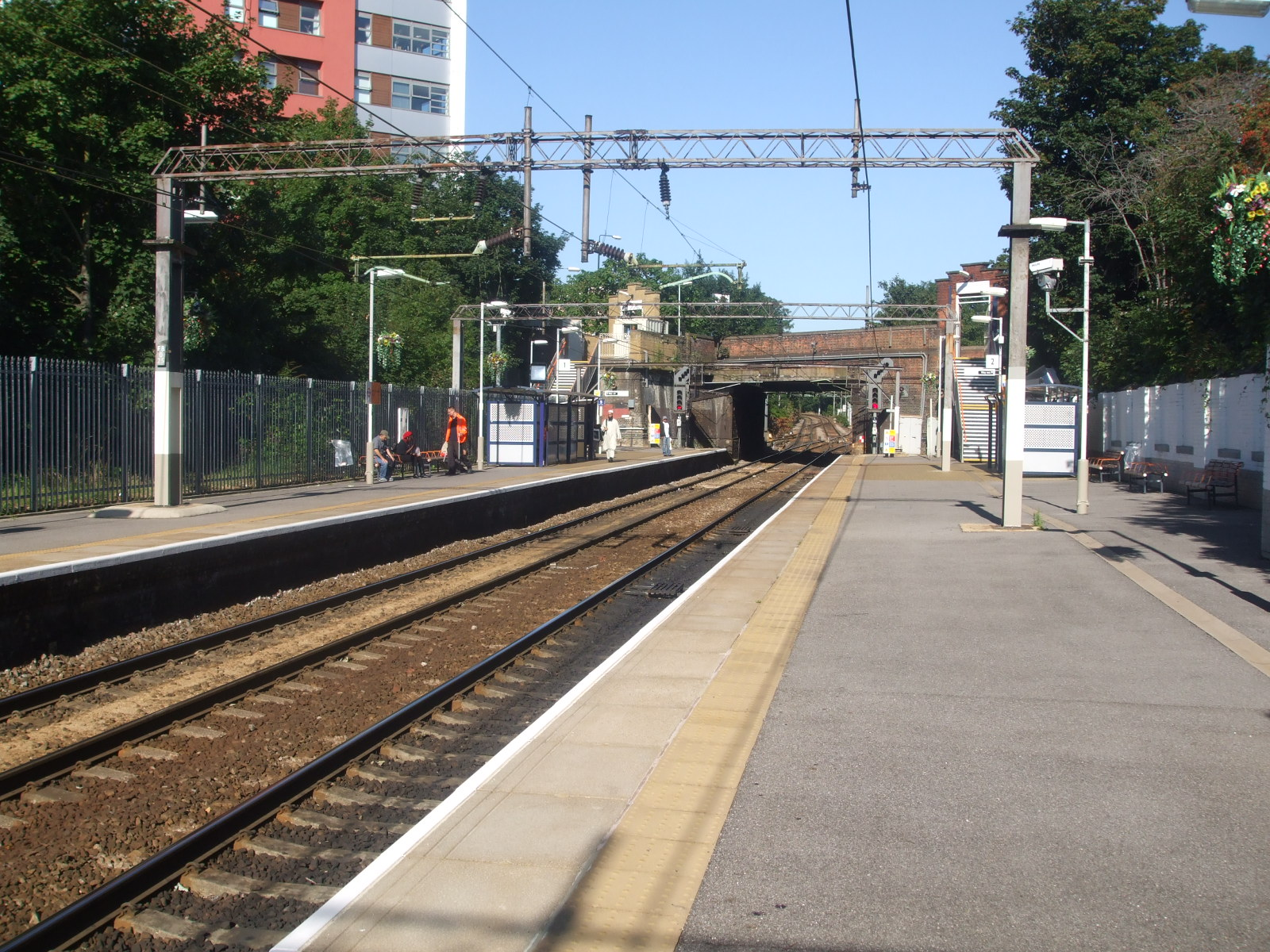
Eastbound platform looking west